# بومليتز (فالسرود)
بوملتس هي منطقة تابعة لمدينة فالسغودة في منطقة هايدكرايز في ولاية ساكسونيا السفلى . بوملتس هي المدينة الأساسية لبلدية بومليتس
السابقة، والتي كانت موجودة حتى 31 ديسمبر 2019.
يقع المكان شمال شرق مدينة Walsrode الأساسية. تلتقي طرق المنطقة K 135 و K 156 و K 158 في المدينة. على الحافة الغربية للمدينة، من الشمال والجنوب، يتدفق النهر الذي يحمل اسم المدينة ، وهو الرافد الأيمن لنهر بوهم .